# Клик ТВ
Клик ТВ, раније познат као Клик Пинк, српски је сервис за гледање телевизијских канала преко интернета, на рачунару или мобилном телефону, без телевизијског провајдера.